# Кастелнуово ди Фарфа
Кастелнуово ди Фарфа (итал. Castelnuovo di Farfa) је насеље у Италији у округу Ријети, региону Лацио.
Према процени из 2011. у насељу је живело 612 становника. Насеље се налази на надморској висини од 355 м.

## Становништво
| 1936. | 1951. | 1961. | 1971. | 1981. | 1991. | 2001. | 2011. |
| ----- | ----- | ----- | ----- | ----- | ----- | ----- | ----- |
| 1.198 | 1.364 | 1.297 | 962   | 810   | 823   | 929   | 1.047 |